# Haraldur Þorleifsson
Haraldur Ingi Þorleifsson, també conegut com a Halli Thorleifsson (Reykjavík, 2 d'agost de 1977) és un empresari i filàntrop islandès.
Va crear l'agència digital Ueno, que vengué el 2021 a Twitter, companyia per la qual va treballar fins al 2023. Þorleifsson, que va ser designat empresari islandès de l'any el 2019, esdevingué famós mundialment arran d'una piulada d'Elon Musk en la qual el bilionari, i propietari del servei de microblogging, es burlava de la feina feta al si de l'empresa acusant-lo d'utilitzar la seva minusvalidesa com a excusa.